# Canton de Chabeuil
Le canton de Chabeuil est une ancienne division administrative française du département de la Drôme en région Rhône-Alpes. Il a été supprimé après les élections départementales de 2015.

## Géographie
Il se situait dans l'arrondissement de Valence.

## Histoire
Le canton a été supprimé à la suite du redécoupage des cantons du département. Par conséquent :
- Chabeuil, Malissard et Montélier appartiennent, depuis fin mars 2015, au canton de Valence-2 ;
- Barcelonne, Châteaudouble, Combovin, La Baume-Cornillane, Montmeyran, Montvendre, Peyrus et Upie au canton de Crest ;
- Le Chaffal au canton de Vercors-Monts du Matin.

## Communes
Il était composé des douze communes suivantes :
| Nom                  | Code Insee | Intercommunalité        | Superficie (km2) | Population (dernière pop. légale) | Densité (hab./km2) |
| -------------------- | ---------- | ----------------------- | ---------------- | --------------------------------- | ------------------ |
| Chabeuil (chef-lieu) | 26064      | CA Valence Romans Agglo | 41,07            | 6 880 (2014)                      | 168                |
| Barcelonne           | 26024      | CA Valence Romans Agglo | 8,28             | 350 (2014)                        | 42                 |
| Châteaudouble        | 26081      | CA Valence Romans Agglo | 17,37            | 585 (2014)                        | 34                 |
| Combovin             | 26100      | CA Valence Romans Agglo | 35,86            | 401 (2014)                        | 11                 |
| La Baume-Cornillane  | 26032      | CA Valence Romans Agglo | 14,42            | 449 (2014)                        | 31                 |
| Le Chaffal           | 26066      | CC du Royans-Vercors    | 11,58            | 47 (2014)                         | 4,1                |
| Malissard            | 26170      | CA Valence Romans Agglo | 10,17            | 3 231 (2014)                      | 318                |
| Montélier            | 26197      | CA Valence Romans Agglo | 24,76            | 4 039 (2014)                      | 163                |
| Montmeyran           | 26206      | CA Valence Romans Agglo | 24,10            | 2 869 (2014)                      | 119                |
| Montvendre           | 26212      | CA Valence Romans Agglo | 17,24            | 1 112 (2014)                      | 65                 |
| Peyrus               | 26232      | CA Valence Romans Agglo | 10,48            | 614 (2014)                        | 59                 |
| Upie                 | 26358      | CA Valence Romans Agglo | 19,53            | 1 529 (2014)                      | 78                 |

## Administration: conseillers généraux
| Période     | Période          | Identité                                 | Étiquette              | Qualité                                                                                      |
| ----------- | ---------------- | ---------------------------------------- | ---------------------- | -------------------------------------------------------------------------------------------- |
| 1833        | 1840             | Alphonse Marie Marcellin Thomas Bérenger | Majorité ministérielle | Magistrat, conseiller à la Cour de cassation Député (1815 et 1827-1839)                      |
| 1840        | 1861 (décès)     | Marquis Pierre de Bimard                 |                        | Propriétaire, maire de Chabeuil                                                              |
| 1861        | 1871             | Albert Lacroix-Saint-Pierre              | Centre droit           | Propriétaire à Chabeuil Député (1863-1870)                                                   |
| 1871        | 1895             | Joseph Albin Fayard                      | Républicain            | Avocat Sénateur (1885-1908), Maire de Chabeuil (1878-1884)                                   |
| 1895        | 1907             | Victor Roux                              | Républicain            | Maire de Chabeuil (1884-1904), propriétaire à Valence, Président du Conseil d'arrondissement |
| 1907        | 1913             | Francis Duc (1853-1939)                  | Rad.                   | Propriétaire cultivateur Maire de Montvendre (1896-1919)                                     |
| 1913        | 1919 (décès)     | Maurice-Louis Faure                      | Rad.                   | Journaliste Député (1885-1902), Sénateur (1902-1919) Ministre (1910-1911)                    |
| 1919        | 1934             | Charles Pradon                           | Rad.                   | Banquier, maire de Chabeuil (1912-1919)                                                      |
| 1934        | 1940             | Georges Abel                             | Rad.                   | Pharmacien Maire de Chabeuil (1925-1943 et 1945-1947)                                        |
|             |                  |                                          |                        |                                                                                              |
| 1942        | 1943 (décès)     | Maurice Pollet (1881-1943)               | ?                      | Négociant en vins, maire de Montmeyran (1925-1943) Nommé conseiller départemental en 1942    |
| 1943        | 1945             | Georges Abel                             | Rad.                   | Maire de Chabeuil (1925-1943) Nommé conseiller départemental en 1943                         |
|             |                  |                                          |                        |                                                                                              |
| 1945        | 1948 (démission) | Roger Armand                             | PCF                    | Vétérinaire                                                                                  |
| 7 mars 1948 | 1964 (décès)     | Louis Masson (1891-1964)                 | MRP                    | Agriculteur aux Contours, Chabeuil                                                           |
| 1964        | 1973             | Martial Bretouze                         | DVD puis PS            | Président de la FDSEA de la Drôme Maire de Montmeyran (1977-1983)                            |
| 1973        | 1992             | Clovis Idelon (1908-2008),               | DVD puis DVG           | Ancien secrétaire de mairie, Montélier                                                       |
| 1992        | 2004             | Maurice Morin                            | UDF-Rad. puis UMP      | Maire de Montélier (1983-2014)                                                               |
| 2004        | 2015             | Pascal Pertusa                           | PS                     | Cadre d'assurances Maire de Chabeuil Elu en 2015 dans le Canton de Valence-2                 |

## Conseillers d'arrondissement (1833 à 1940)
| Période | Période | Identité                                | Étiquette   | Qualité |
| ------- | ------- | --------------------------------------- | ----------- | --- |
| 1833    | 1836    | Louis Béranger                          |             | Maire de Montélier                                                                                          |
| 1836    | 1848    | Paul Charrière                          |             | Médecin à Chabeuil                                                                                          |
| 1848    | 1852    | Antoine Philippe Néry-Durozet           |             | Notaire à Montmeyran                                                                                        |
| 1852    | 1855    | Paul Charrière                          |             | Médecin à Chabeuil                                                                                          |
| 1855    | 1861    | François-Paul Charrière fils            |             | Médecin à Chabeuil                                                                                          |
| 1861    | 1870    | Pierre Rosset                           |             | Propriétaire et négociant, adjoint au maire de Chabeuil                                                     |
| 1870    | 1895    | Victor Roux                             | Républicain | Notaire, adjoint au maire de Chabeuil, Président du Conseil d'arrondissement                                |
| 1895    | 1898    | Jean-Antoine Trouilhat                  | Républicain | Maire de Montmeyran (1873-1878, 1884-1888, 1893-1896) puis juge de paix à Chabeuil                          |
| 1898    | 1907    | Francis Duc                             | Radical     | Agriculteur, maire de Montvendre                                                                            |
| 1907    | 1919    | Charles Pradon                          | Radical     | Instituteur public, propriétaire à Chabeuil, greffier de la justice de paix                                 |
| 1919    | 1928    | Gustave Jacques Saint-André (1882-1963) |             | Maire de Châteaudouble                                                                                      |
| 1928    | 1934    | Hippolyte Perrier                       | Radical     | Maire d'Upie                                                                                                |
| 1934    | 1940    | Maurice Pollet                          | Radical     | Négociant en vins, maire de Montmeyran                                                                      |
| 1940    |         |                                         |             | Les conseils d'arrondissement ont été suspendus par la loi du 12 octobre 1940 et n'ont jamais été réactivés |

## Démographie
| 1962  | 1968  | 1975   | 1982   | 1990   | 1999   | 2006   | 2011   | 2012   |
| ----- | ----- | ------ | ------ | ------ | ------ | ------ | ------ | ------ |
| 9 152 | 9 560 | 10 665 | 13 434 | 16 028 | 18 646 | 20 216 | 21 631 | 21 822 |